# Fanum de Montjustin
Le fanum de Montjustin est un temple gallo-romain situé sur le territoire de l'actuelle commune de Montjustin-et-Velotte (Haute-Saône), au lieu-dit Le Fenis. Il a été fréquenté à partir du début du Ier siècle et abandonné sous Trajan.

## Histoire
Le temple se présente comme un bâtiment rectangulaire de 6,60 × 6,30 m, avec, autour, à 2,85 m du bâtiment, un mur d'enceinte de 60 cm d'épaisseur.

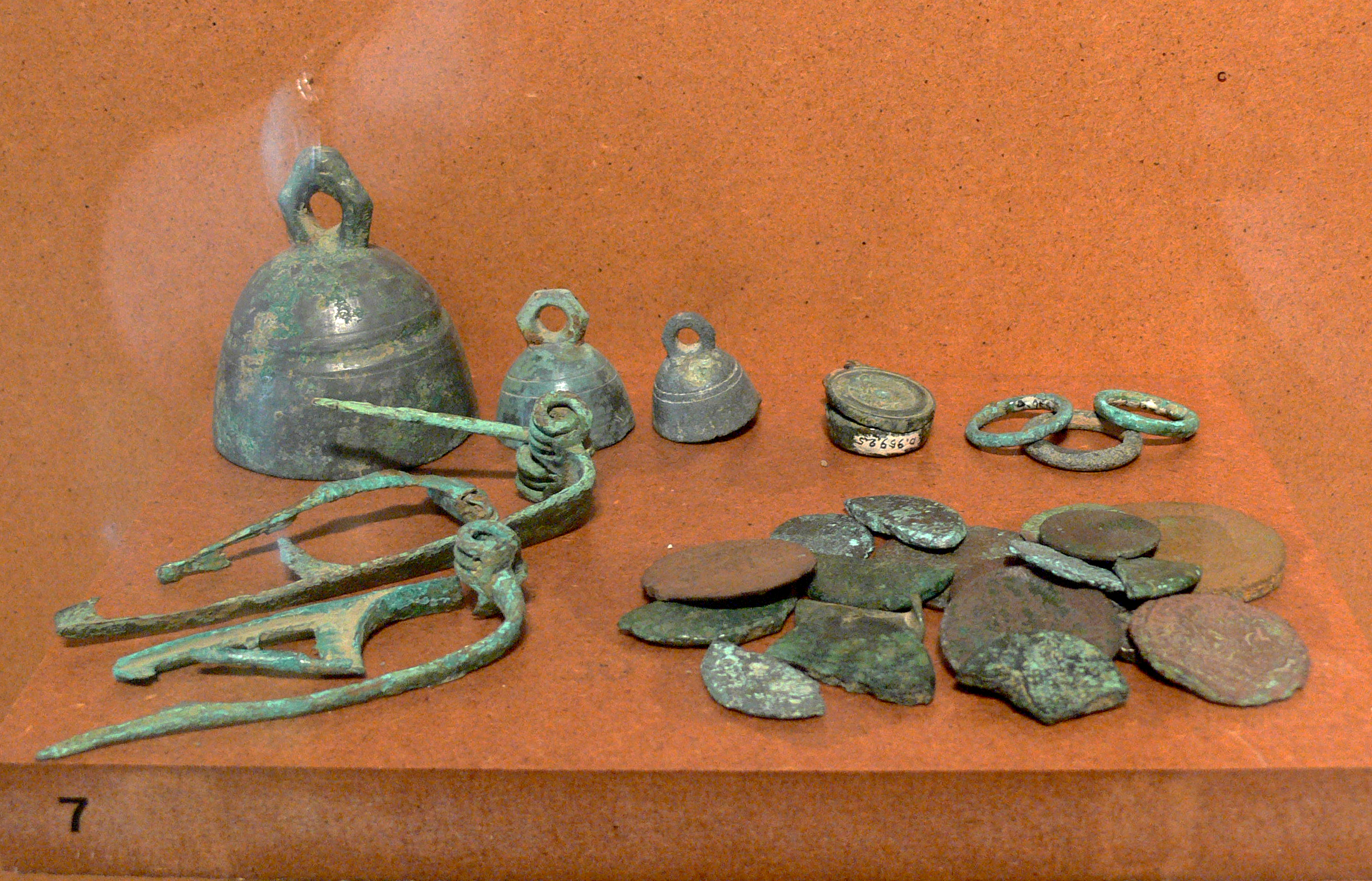
Objets de bronze trouvés lors des fouilles.

En août 1955, un habitant du village trouve une pièce romaine de la colonie de Nîmes sur une taupinière et commence à creuser alentour : un important mobilier est mis au jour. Lucien Lerat, directeur des antiquités historiques de Franche-Comté (1942-1971) entreprend alors des fouilles scientifiques et dégage l'intégralité de la structure (surmontée par des sépultures mérovingiennes).
Les découvertes archéologiques les plus importantes ont été faites dans la chambre, on y a trouvé :
- l'ébauche de la sculpture d'un bovidé. Sa position sur un plan incliné laisse penser qu'il aurait pu encadrer (symétriquement avec un autre animal) une sculpture destinée à orner le fronton d'un édifice.
- de très nombreuses monnaies : L. Lerat en a vu environ 200, mais le site a été pillé avant son arrivée. Il y a trouvé des monnaies gauloises et de la République romaine, dont la plupart sont du début du principat, Trajan étant le dernier empereur représenté.
- des petits objets de bronze, d'os ou de verre
- de la céramique (moins abondante dans la chambre que dans le couloir)

La présence d'eau en faible profondeur et surtout le fait que les pièces n'aient pas été découvertes rassemblées mais au contraire éparpillées et souvent profondément enterrées (ce qui fait penser à une stipis jactatio dans une fontaine) fait émettre à Lucien Lerat l'hypothèse que le temple ait pu être lié à un culte de l'eau. Une modification géologique aurait alors pu déplacer le lieu de la source sous Trajan et aboutir à l'abandon du site.